# Faro Cabo Blanco
El Faro Cabo Blanco es un faro habitado de la Marina Argentina que se encuentra en la ubicación 47°12′00″S 66°44′00″O / -47.20000, -66.73333 en el extremo sur del Golfo San Jorge, en la Provincia de Santa Cruz, Patagonia Argentina. 

## Toponimia
Su nombre fue aportado por el accidente costero sobre el que se asienta. En cuanto al origen de este nombre: Los primeros habitantes del cabo fueron los aborígenes tehuelches que denominaron el lugar como Yenk Aike que se traduce como vigía del mar. Pero la denominación actual fue fruto de la visita de Magallanes en 1520. El navegante bautizó con el actual nombre a este accidente costero comenzó ya que los morros rocosos se encontraban cubiertos de guano. Luego su uso en las cartas náuticas de la época con el nombre de Cabo Blanco fue habitual. El morro rocoso que en la actualidad lleva el nombre de Cabo Blanco es el del medio; el morro del norte se denomina Pan de Azúcar y el morro del sur se denomina Tres Isletas.

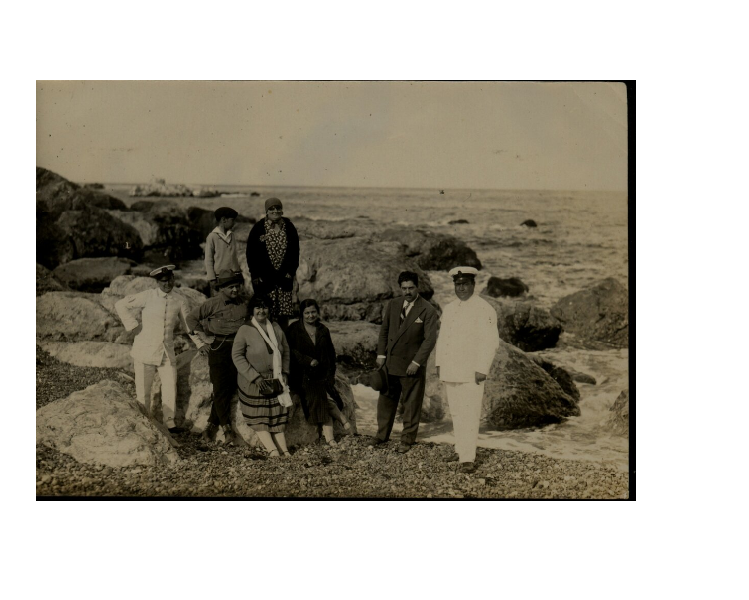
Jefe del Correo y del Faro de Cabo Blanco con sus respectivas Familias en 1921.

## Características geológicas
El Faro Cabo Blanco se encuentra en la cima de un afloramiento rocoso de origen ígneo que forma parte un sistema mayor con rumbo Norte-Sur de pórfidos riolíticos, que miden aproximadamente 1,1 x 0,7 km. Estos se hallan unidos al continente por un tómbolo de tierra de origen holocénico. Se distinguen dos grandes promontorios rocosos, uno al Norte (donde se halla un faro de la Armada Argentina) y otro al Sur.
En la costa cercana al faro se desarrollan amplios bancos de moluscos, especialmente de mejillones (Mytilus edulis), cholgas (Aulacomya ater) y lapas (Nacella (Patinigera) magellanica). Además, se dan en el mismo la existencia de grandes colonias de lobos marinos de un pelo (Otaria flavescens) y dos pelos (Arctocephalus australis), y varias especies de aves marinas, incluyendo colonias de varias especies de cormoranes (Phalacrocorax atriceps, P. magellanicus y P. gaimardi). También se da la presencia ocasional de pingüinos de Magallanes (Spheniscus magellanicus) y rara vez pingüino rey (Aptenodytes patagonicus), aunque no existen colonias de reproducción en las cercanías. 

## Características
La torre del faro tiene una altura total de 27 m, y una forma tronco-cónica que al estar ubicado sobre un peñón rocoso alcanza una altura total de 67 m. Comenzó a funcionar el día 1 de noviembre de 1917. La construcción es de ladrillo, con pisos de cemento, mientras que el piso de la torre y sala de guardia de chapas de hierro labrada con puerta de roble de 1.50 por 0.70 con umbral de mármol y tres ventanas. Las escaleras fueron hechas de chapa rayada de 0.005 de espesor y pasamanos de hierro. La garita tenía salida a la plataforma exterior, de forma cilíndrica coronada con una cúpula esférica de cobre con pararrayos en la parte superior. Además, se construyó una casa de 251 m²  a aproximadamente 30 metros del pie de la torre, la cual también era de ladrillos, entre otras facilidades vinculadas con el funcionamiento del faro (aljibes, galpones, etc.).
Un dato curioso es que con la humedad y el frío de los largos inviernos que aquí se generan, el calor de los mecheros empañaba los vidrios de las garita e impedía el correcto funcionamiento del faro. Sin embargo, esto se pudo solucionar con un invento del Torrero Suboficial José Fausto Vázquez, que diseñó un aparato “guarda-calor” para los tubos vaporizadores, que al impedir el enfriamiento de los mismos, conseguía un mejoramiento en la calidad de la luz además de evitar la interrupción de la señal. Este invento se puso en práctica en el Faro Isla Leones y luego se aplicó en los demás faros que tenían el sistema Barbier Bernard y Turenne de origen francés. El Torrero José Fausto Vázquez fue felicitado por el Ministerio de Marina y la División Hidrografía Faros y Balizas mediante nota enviada por el Jefe de la Armada Nacional en septiembre de 1919, donde se expresa que “toman debida nota del invento y se deja constancia en la foja de servicios, felicitándolo a la vez por su iniciativa”.

## Historia
En 1901 se inician los sondeos para la explotación del mineral. Dentro del mismo en agosto, el ministro de Marina se dirige a la Dirección General de Correos y sugiere la conveniencia de que la línea telegráfica que se extenderá desde General Conesa a Cabo Vírgenes toque Cabo Blanco. De este modo, allí se anuncia que se instalará un faro y un semáforo por su prominente ubicación geográfica.
En 1915 el pequeño ferrocarril Salinero de Cabo Blanco tuvo su mayor trabajo al colaborar con la construcción del Faro Cabo Blanco. Siendo crucial para el desembarco su muelle y transporte de los materiales hasta el pie del morro donde se erigiría la estructura. Para esto, fueron transportados los elementos desde el sitio de desembarque a una distancia de 650 metros, hasta el pie del morro,  por la vía ferroviaria. Una vez en la base del accidente, y ante la configuración empinada del terreno, desde allí hasta el sitio de construcción del faro fueron trasladados los materiales por alambre-carril de 80 metros de largo. Además, los galpones de la compañía fueron prestados para guardar los materiales para la obra del faro y posterior utilización. La gran obra que fue terminada 2 años después y se terminó trasladando: 110.000 ladrillos de forma trapezoidal para la torre del faro, 86.900 ladrillos comunes para la casa y 40.000 kilos de cemento porlant. Luego de concluida la obra los galpones de la compañía fueron devueltos a su condición preexistente a la obra.
El faro se inaugura oficialmente el 1 de noviembre de 1917. Su primera dotación de personal al momento de su habilitación fue la siguiente: torrero de 1.ª, 2 torreros de 2.ª, 2 torreros de 3.ª, foguista, cocinero de 2.ª y 7 marineros. El abastecimiento del Faro se hacía cada seis meses desde Buenos Aires por buque, posteriormente desde Puerto Deseado y se compraba carne de capón (ovinos) en las estancias vecinas. Los fondos se transferían por el Correo, por la firma Salinas de Cabo Blanco o por la Sociedad Anónima Importadora y Exportadora de la Patagonia. Además,  el Faro disponía de un sulky y era usado para ir a Deseado a cobrar o comprar víveres, en este caso se alojaban en la casa que tenía alquilada el personal del Faro Isla Pingüino. El combustible para alimentar el sistema de luz a lámpara de cuatro mechas a nivel constante en mecheros de 55 mm de diámetro se traía por barco, siendo el consumo horario de 0.645 l. y el anual de 24.092 l.
El 25 de abril de 1918 se solicitó una nueva mensura para la ampliación de las instalaciones del faro sobre terrenos en la Caleta Sud del Cabo Blanco presentando plano al Ministerio de Agricultura a cargo de Honorio Pueyrredón. Sin embargo, la solicitud recién se concretó el 30 de enero de 1923 cuando el Ministerio de Agricultura concretó con la adjudicación de 45 hectáreas aproximadamente, con destino al servicio del faro mediante decreto firmado por el presidente Torcuato de Alvear y T. A. Le Bretón. El  9 de septiembre de 1923 se labró el acta de toma de posesión de esas tierras. De este modo, el entonces pueblo tomó la nueva configuración al limitar las tierras del faro al norte, al este y al Sur, y al oeste con las tierras adjudicadas a la Sociedad Anónima Grandes Salinas de Cabo Blanco, firmando esta Acta Adolfo Western, torrero jefe de faros, Ernesto Martínez, administrador de las Salinas y Ángel Gaveta, jefe de la oficina de Correos. Como resultado, se dejó constancia que unas pequeñas quintas y el cementerio quedan dentro de los terrenos de la Marina.El 9 de noviembre de 1923 la nueva mensura se confirmó con un plano de los terrenos del Faro y el jefe del Faro Adolfo Western confirmó con tinta roja el cementerio y las quintas, señalando que “el primero se encuentra a 200 metros aproximadamente al Sur del Faro y está alambrado con alambre de hierro galvanizado en mal estado, en un perímetro de 20 por 20 metros. Las quintas están al Sur del Faro a 700 metros la primera de 7  metros por 5 metros con cerco de madera rústica y la otra a 750 metros con un tamaño de 13 metros por 6 metros con cerco de madera rústica y chapas de zinc. Recién en septiembre de 1958 el agrimensor Roberto Sahade hizo la mensura delimitando sus terrenos con los del Faro y la Salina. Esto indica que los propietarios de la compañía conservaron por lo menso un tiempo más sus tierras tras el cierre de sus operaciones.
En 1929 se informó una nueva plantilla de empleados: 1 torrero de 1.ª, 1 torrero de 2.ª, 1 gorrero de 3.ª, 1 guardia de 1.ª, 4 guardias de 3.ª y 1 cocinero.
La explotación de la salina generó tanto movimientos de barcos, que ostentó más importancia que Puerto Deseado en un momento y la gente de Deseado tuvo que viajar a Cabo Blanco para tomar el barco. Al pujante pueblo se le sumó las dos casas del correo, los galpones de las grandes salinas donde se embolsaban la sal, los galpones para reparaciones del trencito, la fonda de Anyeles, la fonda de Pérez, la comisaría, registro civil, juzgado de paz, la casa de los ganaderos Jenkis y Fasioli, la posta de pastal claro, almacén de Sepúlveda, todas las instalaciones que del faro, dos quintas muy grandes y después también entre las rocas había una quinta más chiquita que era de un señor llamaba Torremocha que proveía de verduras a los pobladores. Los últimos datos de esta población fueron suministrados por una guía de Puerto Deseado del año 1942 con datos posibles de 1940/1941 o anteriores. En esta guía se afirma que funcionaba un aula de escuela presumiblemente en la casa de la administración del correo que era la casa más grande, de once habitaciones, que luego se quemó.A pesar de su gran producción, la empresa terminó operaciones cerca 1930. Esto se adujo al difícil reclutamiento de obreros para un lugar tan aislado; un costoso por vía marítima hasta el norte y la irrupción de la refrigeración de la carne ovina que se hizo industrial y despojó a la sal de rentabilidad.
Se realizaron varios trabajos de mantenimiento, siendo los más importantes los efectuados en marzo de 1939, abril de 1939, julio de 1941, abril de 1942, mayo de 1942, noviembre de 1942 y octubre de 1944 haciéndose mantenimiento interior y exterior, principalmente pintura y regulación y cambio de picos de los quemadores.

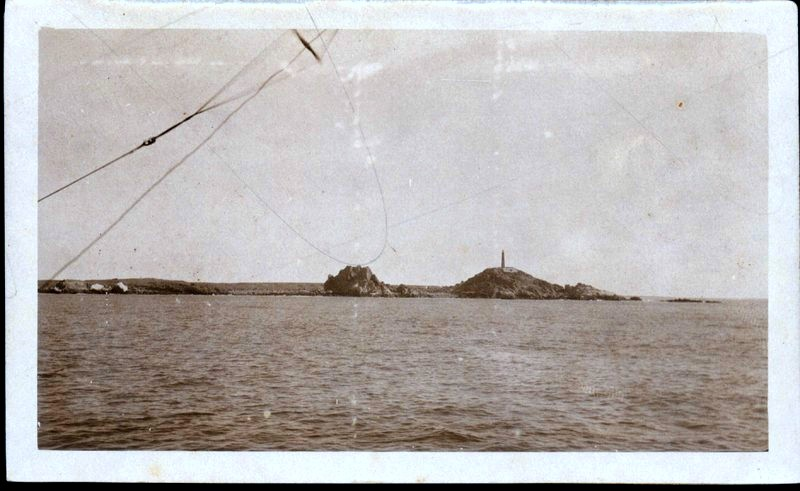
Fotografía del Faro de Cabo Blanco tomada desde un buque

El 6 de marzo de 1958 se hizo un parte comentando la falta de víveres, una heladera y combustible para los vehículos (Jeep y camión) considerando de “imperiosa necesidad encarar con urgencia, antes de la iniciación de los fríos la refacción del Faro, para hacer más llevadera la vida de los hombres destacados en un lugar remoto e inhóspito” aconsejando “instalar una biblioteca y lugar de esparcimiento y juegos adecuado, ya que en la parte recreativa el personal solo cuenta con un receptor de radio” y está en poder del Suboficial encargado “que cuando se ausenta del Faro lo deja en una habitación a la cual echa llave”. Es por este tiempo falleció un Suboficial, que se caracterizaba por escribir mucho a máquina. Uno de los integrantes del grupo que vivía en el Faro, salió caminando varios kilómetros para buscar ayuda, pero cuando regresó el Suboficial había fallecido. Esto dio lugar a una leyenda paranormal. Se comenta que desde entonces la gente destinada al Faro Cabo Blanco aseguraba que podía oírse nítidamente, durante la noche, el tecleo de la máquina de escribir en una de las habitaciones. Por supuesto, cuando iban a ver, no encontraban a nadie.                  
 En la década de 1960 iniciaron los problemas para el faro: en 1965 surgieron problemas para su funcionamiento y se dieron varios días sin servicio, como solución se envió una pistola de luces “Very” con sus correspondientes accesorios.
El 16 de mayo de 1966 se inició un expediente confidencial con una nota presentada por el Capitán de Navío Eduardo E. Daviau, cuyo objeto era: “Posible evacuación del Faro de Cabo Blanco”. El informe dice que “el Faro de Cabo Blanco crea a este Servicio de Hidrografía Naval muchas servidumbres logísticas, que no guardan proporciones con las ventajas que esta señal presta a la seguridad de la navegación”. El gran problema era la provisión del agua potable, que tiene un costo de $ 2,80 m/n. por litro y  que se debía buscar automatizarlo completamente para poder evacuarlo totalmente o simplemente dejar un cabo con familia, con hijos por debajo de la edad escolar, que cuidaran los bienes de la Marina y vigilancia de  la luz. Sin embargo, el plan se retrasó porque el Departamento de Comunicaciones de ese Estado Mayor General Naval necesitaba de Cabo Blanco como Estación Costera. Ello implicó la permanencia de una dotación de radiotelegrafistas, cocinero, conductor, etc. Ya para el 6 de julio  de 1966 el Faro estaba fuera de servicio por falta de alimentación y los turnos eran cubiertos por la Estación Río Gallegos, habiéndose transferido su personal, excepto el Suboficial de Cargo.
El 3 de junio de 1974 recién se autoriza a ocupar la casa del Faro por una familia de uno de los componentes del personal militar. La casa tiene tres dormitorios, cocina, comedor y baño, además se deja constancia de una construcción de cocina comedor amplio y dormitorio, y un aljibe a pocos metros de la casa. En diciembre de 1974 se pide a la Empresa Nacional de Correos y Telégrafos  autorización para el uso de la casa donde funcionó la Oficina Postal de Cabo Blanco, para que la ocupe una familia del personal de la dotación que presta servicio en el faro ubicado a unos 300 metros, dejando constancia que se devolverá en perfectas condiciones de mantenimiento y conservación por cuenta de la Marina. Esta nota está firmada por el Capitán de Navío Alfredo B. Aztiz. El ministerio de Economía el 14 de diciembre de 1978 comunica al Jefe e Hidrografía Naval que por Resolución No 246 del 4 de diciembre de 1978 “se transfiere el uso del inmueble situado en Cabo Blanco (ex correo) a Marina. 
Actualmente, quedan pocos vestigios del poblado como dos viviendas y su cementerio que fue restaurado. Aun prevalecen en la zona restos de ladrillos de la fábrica Ctibor, que se han utilizado en algunas construcciones en esa zona.El faro continúa en funcionamiento y el problema de personal y automatización fue resuelto en 1993 cuando la Armada Argentina instaló los paneles solares para automatizar el funcionamiento de la señal. Esto permitió reducir el personal a solo 2 militares estables con cambio de guardia. Sin embargo, sobre el peñón no hay agua potable, tendido eléctrico, señal de celular, igual que hace medio milenio, cuando lo avistó el navegante portugués Hernando de Magallanes, el adelantado. Esto vuelve al faro de Cabo Blanco uno de los más aislados de la Argentina.

### Reserva natural
En el año 1937 el Gobierno Nacional Argentino decretó la protección de la fauna local por parte de la Marina. Situación ampliada cuando el Gobierno Nacional declaró al área como “Reserva Natural Intangible” mediante decreto 1561 del año 1977 .

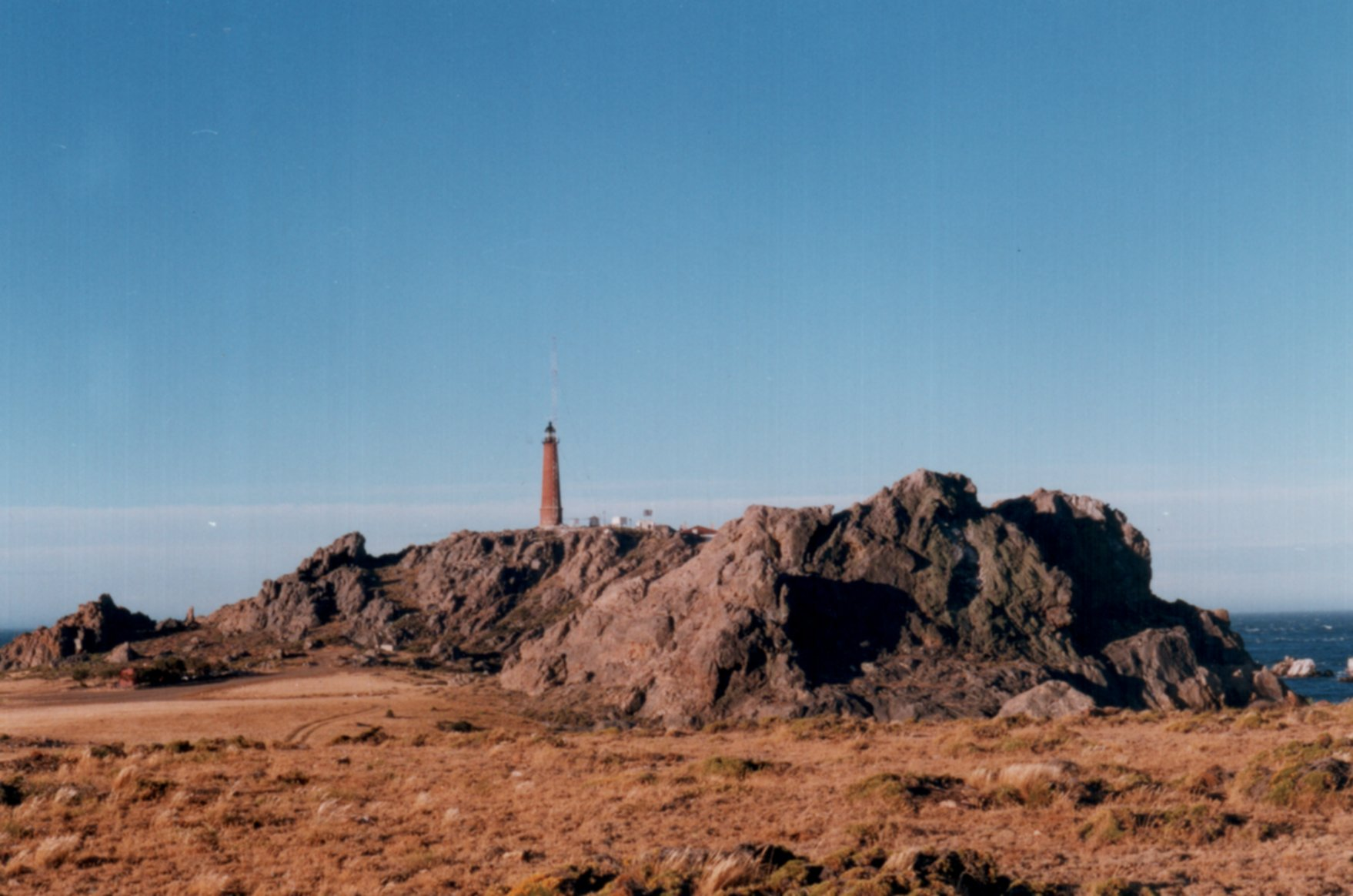
Vista de Cabo Blanco desde el sur. Se observa también el Faro Cabo Blanco (foto tomada en enero de 1999).
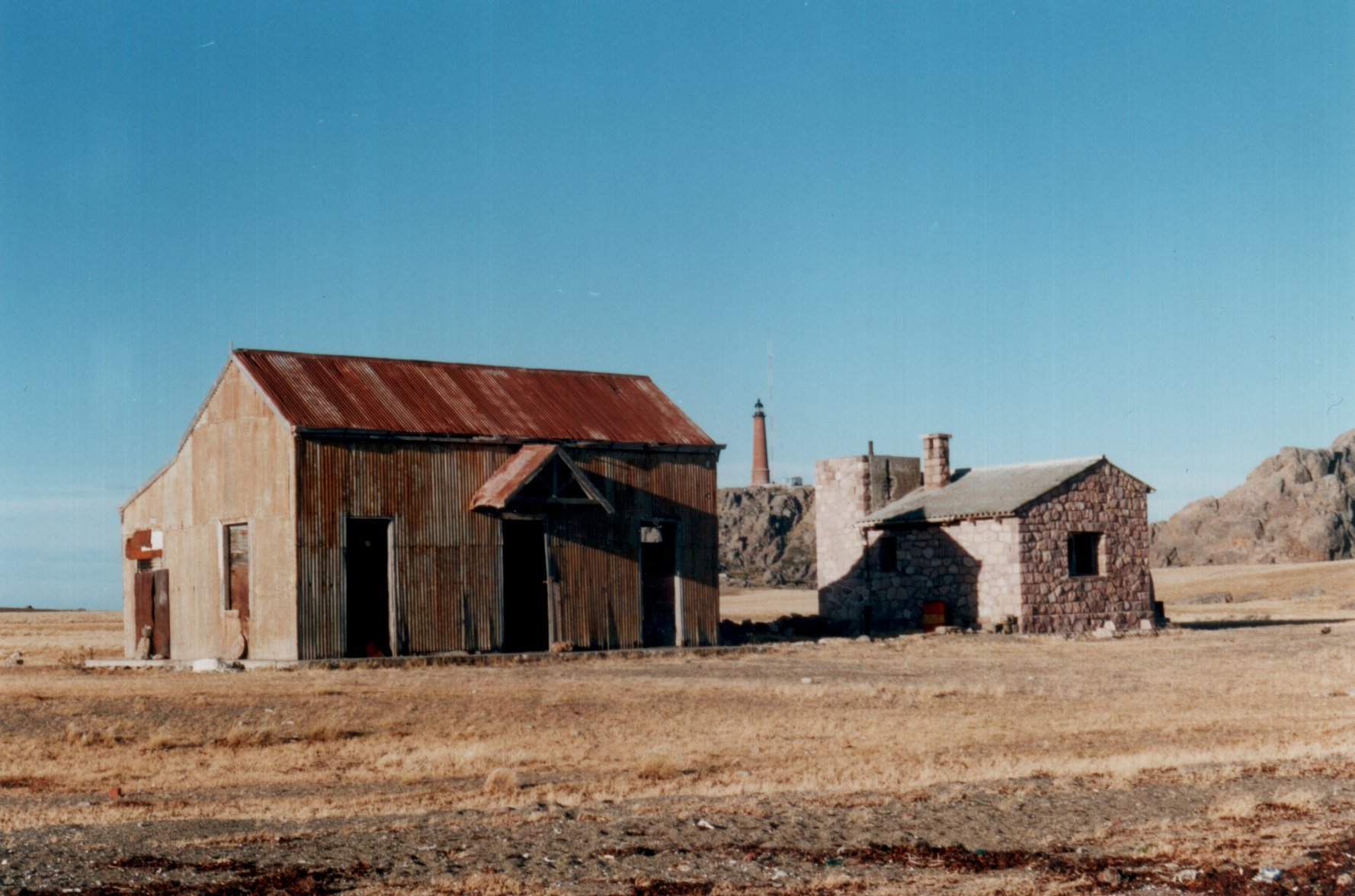
Vista de la antigua estafeta de correos y casa del Guardahilos de Cabo Blanco (foto tomada en enero de 1999).
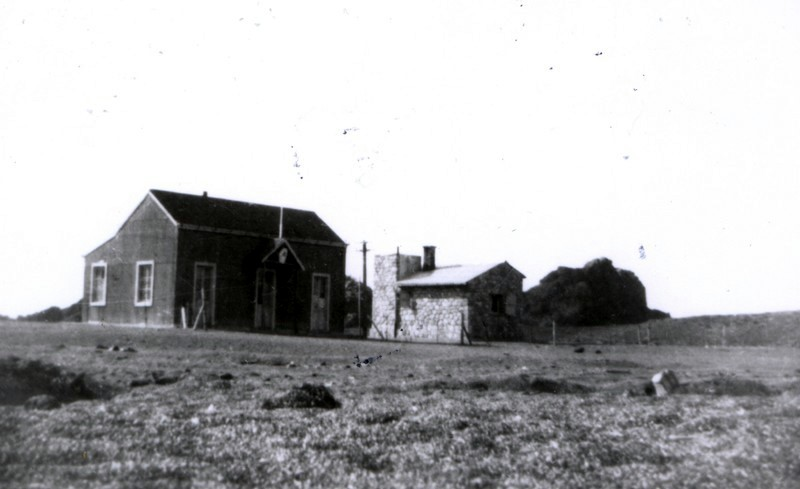
Edificios del correo q luego serían adquiridos por la armada.
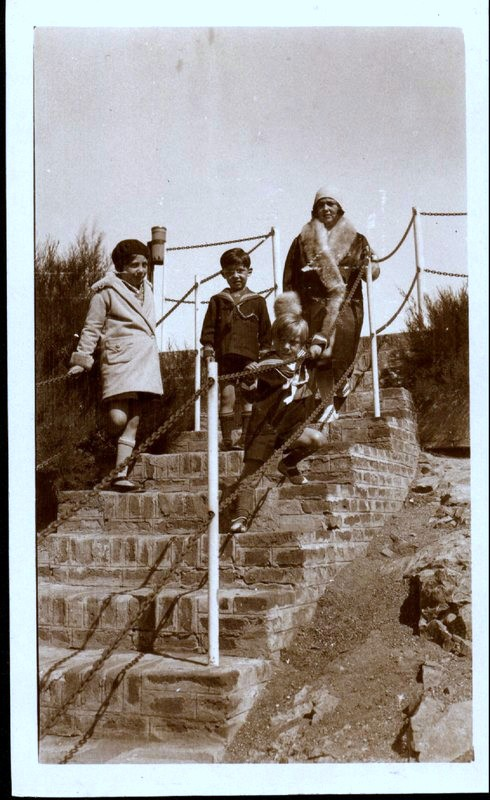
Antiguos pobladores en las escaleras del faro